# Jean Astier de Villatte
Jean Antoine Marie Etienne Astier de Villatte (Soturac, 25 novembre 1900 – Parigi, 6 ottobre 1985) è stato un militare e aviatore francese, particolarmente distintosi nel corso della seconda guerra mondiale. Decorato con la Croce di Commendatore della Legion d'onore, dell'Ordre de la Libération, della Croix de guerre 1939-1945 con tre palme.

## Biografia
Nacque a Soturac, nel  Lot, il 25 novembre 1900, figlio di Léonce e di Marguerite Pons. Suo padre, comandante del genio militare, morì nel 1923 per le ferite riportate nella Grande Guerra. 
Studiò all'Istituto elettrotecnico di Nancy, dove si diplomò nel 1922 per svolgere successivamente il servizio militare di leva nell'Aéronautique Militaire, che concluse nel 1924 con il grado di sottotenente della riserva.
Dal 1924 al 1927, lavorò in Africa, a Brazzaville, come ingegnere presso la società Afrique et Congo. Ritornato in territorio metropolitano, lavorò presso la società Röchling Permali a Nancy fino al 1938, anno in cui divenne amministratore delegato presso la  società Sampa a Parigi. Il 25 agosto 1939, con il precipitare della situazione internazionale, venne mobilitato come capitano aviatore della riserva nel 21° Reggimento di aviazione di Nancy. Dopo la fine della battaglia di Francia e la firma dell'armistizio del 22 giugno 1940 con la Germania nazista, rifiutò di accettare la sconfitta.
Quello stesso giorno si imbarcò a  Pointe de Grave raggiungendo l'Inghilterra dove si arruolò nelle Forces français libres. Con base a Odiham, prese l'8 agosto 1940 assunse il comando della Escadrille da bombardamento "Topic" che nell'ottobre successivo fu trasferito a Takoradi in Ghana, assegnata all'aeronautica dell'Africa Equatoriale Francese. Rinforzata con l'arrivo della Escadrille "Menace", la sua unità divenne, il 24 dicembre 1940, il Groupe de bombardement de reserve n. 1 (GBR 1). Alla testa della sua unità partecipò al bombardamento delle unità italiane in appoggio alle truppe di terra francesi del generale Philippe Leclerc de Hauteclocque che occupavano l'oasi di Cufra. Nel marzo-aprile 1941, con parte del GBR 1, prese parte alle fasi finali della Campagna dell'Africa Orientale Italiana, dove fu incaricato in Sudan, Etiopia ed Eritrea di bombardare le vie di comunicazione e i convogli nemici.
Nel mese di luglio assunse il comando delle Forces aériennes françaises libres presenti in Medio Oriente e il mese successivo fu promosso al grado di tenente colonnello.
Nel dicembre 1941 fu promosso colonnello e venne assegnato al servizio di collegamento generale della Francia Libera nel maggio 1942.
Nel settembre 1942 venne assegnato alla delegazione del Comitato nazionale francese in Sudafrica, poi operò nell'Africa Occidentale Britannica, in una missione speciale fino al 1° aprile 1943.
Fu poi assegnato per tre mesi allo stato maggiore del generale Georges Catroux ad Algeri.
Secondo in comando della Brigata di artiglieria aeronautica (BAA), prese parte alle operazioni di liberazione della Corsica fino all'ottobre 1943.
Fu poi assegnato come secondo in comando al Comando dell'Aeronautica in Corsica e poi allo Stato Maggiore della BAA.
Nell'ottobre del 1944 tornò alla vita civile, e fu assegnato alla Commissione coloniale riprendendo la sua professione di ingegnere. Lavorando in qualità di direttore generale dell'ufficio legname dell'Africa Equatoriale Francese a Libreville.
Nel 1950 divenne consigliere tecnico della Compagnie française du Gabon e poi vicedirettore generale della società aeronautica Ratier-Figeac (costruzioni aeronautiche).
Fu anche membro della Società degli ingegneri della Francia d'oltremare e presidente onorario dell'Associazione nazionale degli ufficiali di riserva dell'Armée de l'air.
Si spense il 6 ottobre 1985 a Parigi. Fu sepolto nel cimitero di Cavagnac, nel dipartimento del Lot.